# Svirșkivți, Cemerivți
Svirșkivți (în ucraineană Свіршківці) este localitatea de reședință a comunei Svirșkivți din raionul Cemerivți, regiunea Hmelnîțkîi, Ucraina.

## Demografie
Componența lingvistică a localității Svirșkivți
     Ucraineană (98,91%)
     Rusă (1,09%)
Conform recensământului din 2001, majoritatea populației localității Svirșkivți era vorbitoare de ucraineană (98,91%), existând în minoritate și vorbitori de rusă (1,09%).